# Kepuhsari
Kepuhsari is een bestuurslaag in het regentschap Wonogiri van de provincie Midden-Java, Indonesië. Kepuhsari telt 5031 inwoners (volkstelling 2010).